# قانون سپر خبرنگاران
قانون سپر خبرنگاران (به انگلیسی: Shield law) به دسته‌ای از قوانین یا قواعد حقوقی گفته می‌شود که از خبرنگاران و رسانه‌ها در برابر اجبار به افشای منابع خبری و/یا مواد منتشرنشده (یادداشت‌ها، فایل‌های خام، مکاتبات) حفاظت می‌کنند. این حمایت‌ها معمولاً به‌منظور تقویت آزادی مطبوعات، تشویق افشاگران (sources) و تأمین منافع عمومی در جریان آزاد اطلاعات وضع می‌شوند و بسته به کشور، دامنه، استثناها و فرآیندهای متفاوتی دارند.

## تعریف و دامنه
قوانین «سپر» معمولاً امتیاز خبرنگار (journalist’s privilege) را به‌رسمیت می‌شناسند؛ یعنی خبرنگار می‌تواند در برابر احضاریه یا دستور دادگاه از افشای منبع یا مواد منتشرنشده خودداری کند، مگر آنکه شرایط استثنایی (مانند جلوگیری از خطر قریب‌الوقوع، امنیت ملی یا ضرورتِ غلبه‌کننده) احراز شود. در برخی نظام‌ها حمایت مطلق از هویت منبع محرمانه پذیرفته شده و در برخی دیگر مشروط/کیفی است (ترازمندی منافع توسط قاضی).

## پیشینه
گرچه ریشهٔ تاریخی حمایت از منابع در عرف حرفه‌ای روزنامه‌نگاری است، در حقوق تطبیقی مسیرهای متفاوتی طی شده: در ایالات متحده حمایت‌ها عمدتاً ایالتی و متکی به قانون‌های موضوعه/رویهٔ قضایی‌اند و در سطح فدرال قانون جامعی وجود ندارد؛ در اروپا، علاوه بر قوانین ملی، دادگاه اروپایی حقوق بشر در پروندهٔ Goodwin v. UK (1996) حمایت از منابع را «سنگ‌بنای آزادی مطبوعات» دانسته است.

## وضعیت کشورها
ایالات متحده
قانون فدرال جامع وجود ندارد، اما اکثر ایالات قانون «سپر» دارند و/یا امتیاز خبرنگار به‌موجب رویهٔ قضایی به‌رسمیت شناخته شده است. دامنهٔ حمایت‌ها (منابع محرمانه، مواد منتشرنشده، تعریف «خبرنگار») بین ایالات متفاوت است.
کانادا
قانون فدرال حفاظت از منابع خبرنگاری (Journalistic Sources Protection Act, S-231) در ۲۰۱۷ تصویب شد و معیارهای سخت‌گیرانه‌تری برای دسترسی قضایی به مواد/منابع خبرنگاران مقرر می‌کند (اصلاح قانون ادله و قانون آیین دادرسی کیفری).
بریتانیا
حمایت قانونی عمدتاً از مادهٔ ۱۰ قانون تحقیر دادگاه ۱۹۸۱ برمی‌آید که افشای منابع را فقط در صورت «ضرورت در راستای منافع عدالت/امنیت ملی/پیشگیری از اختلال یا جرم» مجاز می‌داند؛ این تفسیر با رویهٔ Goodwin تقویت شده است.
فرانسه
قانون ۴ ژانویه ۲۰۱۰ دربارهٔ حمایت از راز منابع خبرنگاران، با اصلاحات بعدی، اصل محرمانگی منبع را تثبیت و استثناها را محدود می‌کند.
آلمان
حق امتناع از ادای شهادت برای خبرنگاران در قانون آیین دادرسی کیفری آلمان (StPO §53, §53a) به‌رسمیت شناخته شده و از منابع/مواد حرفه‌ای محافظت می‌کند.
سوئد
قانون اساسی آزادی مطبوعات (Tryckfrihetsförordningen) و قانون اساسی آزادی بیان (Yttrandefrihetsgrundlagen) حق ناشناس‌ماندن منابع و ممنوعیت افشای هویت منبع توسط مقامات را تضمین می‌کنند.
نیوزیلند
مادهٔ ۶۸ قانون ادله ۲۰۰۶ امتیاز خبرنگار را پیش‌بینی می‌کند و دادگاه فقط در شرایط ضرورت غلبه‌کننده می‌تواند افشا را دستور دهد.
استرالیا
اصلاحیهٔ ۲۰۱۱ قانون ادله فدرال (Evidence Amendment (Journalists’ Privilege) Act 2011) امتیاز خبرنگار را در سطح قلمرو فدرال تقویت کرد؛ ایالات/قلمروها نیز مقررات مشابه (uniform evidence) دارند.
هلند
پس از رویهٔ ECHR، قوانین/رویه‌های داخلی از منبع‌محوری خبرنگاران حمایت می‌کنند؛ دادگاه عالی هلند در پرونده‌های متعدد به‌تبع Goodwin موضع حمایتی اتخاذ کرده است.
اسپانیا
اصل محرمانگی منابع به‌موجب مادهٔ ۲۰ قانون اساسی و قوانین رسانه‌ای به‌رسمیت شناخته شده و افشا تنها در موارد استثنایی با دستور قضایی ممکن است.

## ایران
در حقوق ایران قانون اختصاصیِ موسوم به «سپر خبرنگاران» که به‌طور صریح و نظام‌مند محرمانگی منابع و مصونیت از افشای مواد منتشرنشده را تضمین کند وجود ندارد. قانون مطبوعات ایران چارچوب‌های کلی فعالیت رسانه‌ای را بیان می‌کند، اما سازوکار ویژه و صریحی هم‌سنگ قوانین یادشده در کشورهای دیگر برای امتیاز خبرنگار مقرر نکرده است.

## استثناها و تعارض منافع
حتی در نظام‌های دارای قانون سپر، استثناهایی مانند خطر قریب‌الوقوع برای جان/امنیت، پیشگیری از جرم جدی، یا ضرورت قاطع برای اجرای عدالت، می‌تواند به رفع مصونیت بینجامد. در این موارد، دادگاه معمولاً آزمون‌های چندمرحله‌ای (ضرورت، تناسب، نبودِ جایگزین کم‌مداخله) را اعمال می‌کند.

## نقدها و مباحث
مدافعان قانون سپر آن را برای روزنامه‌نگاری تحقیقی حیاتی می‌دانند و بر رابطهٔ مستقیم بین حفاظت از منابع و افشاگری‌های منفعت عمومی تأکید می‌کنند. منتقدان می‌پرسند چگونه می‌توان میان این امتیاز و منافع رقیب مانند دادرسی عادلانه، امنیت ملی یا سوءاستفادهٔ احتمالی از محرمانگی توازن برقرار کرد؛ به‌همین دلیل، اغلب نظام‌ها حمایت مشروط با آزمون‌های قضایی را ترجیح می‌دهند.